# Gilles Robert
Pour les articles homonymes, voir Robert.
Gilles Robert est un homme politique québécois et ancien député péquiste de l'Assemblée nationale du Québec. Il est depuis 2013 conseiller municipal à la Ville de Saint-Jérôme. Auparavant, il a été journaliste au journal local L'Écho du Nord, à Saint-Jérôme, puis enseignant au niveau secondaire à l'Académie Lafontaine.  

## Politique québécoise
Gilles Robert est nommé candidat du Parti québécois dans la circonscription de Prévost le 30 mars 2008, après une chaude lutte, comprenant au total 5 candidatures et plus de 700 membres présents lors du premier tour. Au troisième tour, il défait par 11 voix Rhéal Fortin et est élu le 8 décembre 2008 député péquiste de Prévost. Au cours de son mandat, il a dénoncé le manque de transparence du maire de l'époque, Marc Gascon. Ce dernier était au cœur d'allégations concernant l'octroi de contrats municipaux et des liens avec certains entrepreneurs qui faisaient affaire avec la municipalité. L'attitude de Gilles Robert dans ce dossier a valu les critiques des deux maires de sa circonscription, ainsi que de la députée fédérale. Lors des élections de 2012, il se représente candidat péquiste dans la nouvelle circonscription de Saint-Jérôme, à la suite de la refonte de la carte électorale. Il est défait par le candidat-vedette de la Coalition avenir Québec Jacques Duchesneau, par 897 voix.

## Politique municipale
En mai 2013, il annonce devant les médias locaux qu'il se portera candidat au poste de conseiller municipal dans le district 11 dans l'équipe de Vision Saint-Jérôme dirigée par Stéphane Maher. Ce district correspond au secteur Place-Citation, dans le secteur Bellefeuille à Saint-Jérôme. Il est élu avec 40,28̤% ̤̬des votes le 3 novembre 2013. Il est actuellement mandataire aux organismes sportifs et aux saines habitudes de vie depuis 2016. Il est également maire suppléant depuis son élection comme conseiller municipal en 2013. 